# Eyn geystlich Gesangk Buchleyn

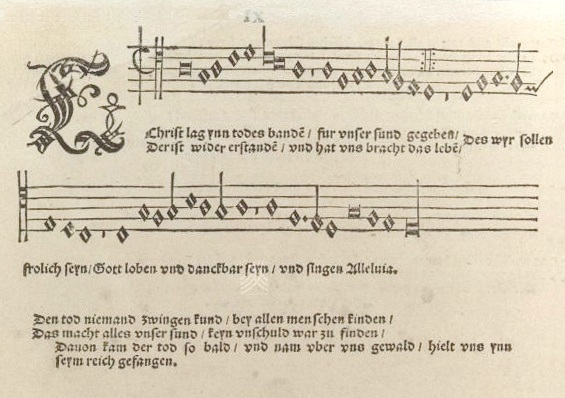
Walthersches Gesangbuch B6v.

Eyn geystlich Gesangk Buchleyn (Um folheto de música sagrada), as vezes chamado de Primeiro Hinário de Wittenberg e Chorgesangbuch (hinário do coro), foi o primeiro hinário alemão para coro, publicado em Wittenberg, em 1524, por Johann Walter que colaborou com Martinho Lutero. Contém 32 canções sagradas, incluindo 24 de Lutero. Lutero escreveu um prefácio para os livros parciais. A coleção foi chamada de raiz de todas as músicas protestantes.

## História
Martinho Lutero usou hinos em alemão para afirmar suas idéias de reforma e fazer participar ativamente a congregação nos cultos da igreja. Eyn geystlich Gesangk Buchleyn foi o terceiro hinário alemão, depois de "Achtliederbuch", publicado em Nuremberga por Jobst Gutnecht, e o "Erfurt Enchiridion", publicado em Erfurt, ambos datados de 1524. Eyn geystlich Gesangk Buchleyn foi publicado em Wittenberg, e é muitas vezes referido como o primeiro hinário de Wittenberg. Ele veio com um prefácio escrito por Martinho Lutero: 
Que é bom e agradável a Deus, para nós cantar músicas espirituais é, penso eu, uma verdade de que nenhum cristão pode ignorar. Consequentemente, para fazer um bom começo e para encorajar os outros que melhor podem fazê-lo, eu próprio, com alguns outros, juntei alguns hinos, para levar a pleno juízo o evangelho abençoado, que pela graça de Deus ressuscitou novamente. Essas músicas foram definidas em quatro partes, por nenhuma outra razão que porque eu desejava oferecer aos nossos jovens (quem quer e devem ser instruídos na música e outras ciências) com algo pelo qual eles podem se livrar de canções amorosas e carnais, e então se aplicam ao que é bom com prazer, como é cabível ao jovem.